# Seznam poljskih jezikoslovcev
Seznam poljskih jezikoslovcev, filologov in leksikografov.

## A
- Jolanta Antas

## B
- Jerzy Bartmiński (1939–2022)
- Jan Ignacy Niecisław Baudouin de Courtenay
- Agnieszka Będkowska-Kopczyk
- Urszula Bijak
- Maria Bobrownicka
- Ireneusz Bobrowski
- Jakub Bobrowski
- Andrzej Bogusławski
- Aleksander Brückner
- Kazimierz Bulas
- Monika Buława
- Jan Bystroń

## C
- Przemysław Chojnowski
- Marek Roman Cybulski (kašubščina)
- Eugeniusz Czaplejewicz
- Jan Czekanowski
- Barbara Czopek-Kopciuch

## D
- (Zdzisław Darasz)
- Ewa Dzięgiel

## E
- Maciej Eder

## G
- Andrzej Gawroński
- Rafał Ludwik Górski
- Barbara Grabka
- Helena Grochola-Szczepanek
- Maciej Grochowski

## J
- Maja Jasińska

## K
- Emil Kalużniacki (1845–1914) (Černovci)
- Stanisław Karolak (
- Grzegorz Knapski
- Władysław Kopaliński (1907–2007), prevajalec
- Onufry Kopczyński
- Alfred Korzybski
- Anna Kostecka-Sadowa
- Krystyna Kowalik
- Urszula Kowalska
- Mikołaj Kruszewski
- Władysław Kryzia
- Marian Kucała (1927-2014)
- Andrzej Kucharski
- Renata Kucharzyk
- Halina Kurek
- Jerzy Kuryłowicz

## L
- Władysław Łaciak
- Roman Laskowski (1936-2014)
- Anna Ledzińska
- Tadeusz Lehr-Spławiński
- Maria Lemkowska
- Tadeusz Lewaskiewicz
- Samuel Bogumił Linde
- Jan Łoś (1860–1928)
- Władysław Lubaś (1932-2014)

## M
- Agnieszka Maciąg-Fiedler
- Jan Mączyński
- Małgorzata Magda-Czekaj
- Mieczysław Małecki
- Halina Mierzejewska
- Jan Miodek
- Marzena Miśkiewicz
- Kazimierz Morawski
- Kazimierz Moszyński
- Leszek Moszyński

## N
- Kazimierz Nitsch
- Maria Magdalena Nowakowska

## O
- Bożena Ostromęcka-Frączak (1944)
- Bogumił Ostrowski

## P
- Włodzimierz Pianka (1937–2022)
- Iwo Cyprian Pogonowski (1921–2016)
- Kazimierz Polański (1929–2009)
- Wanda Pomianowska (1919–2003)
- Renata Przybylska
- Jadwiga Puzynina (1928)

## R
- Janusz Rieger
- Michał Rzepiela
- Kazimierz Rymut (1935-2006)

## S
- Anna Siewierska
- Mirosław Skarżyński (1952–2019)
- Katarzyna Skowronek
- Joanna Sławińska
- Stanisław Słoński
- Edward Stankiewicz
- Jan Stanisławski
- Zdzisław Stieber
- Janusz Strutyński
- Antoni Józef Śmieszek

## T
- Michel Thomas
- (Bożena Tokarz)
- Emil Tokarz
- Zuzanna Topolińska (1931-)
- Anna Tyrpa

## U
- Stanisław Urbańczyk (1909-2001)

## W
- Maria Wacławek
- Jadwiga Waniakowa
- Zdzisław Wąsik
- Wiesław Widra
- Anna Wierzbicka (1938-) (poljsko-avstralska)
- Tomasz Wicherkiewicz
- Kazimierz Wozniak
- Maria Zofia Wtorkowska

## Z
- Ludwik Lazarus Zamenhof

## Ž
- Piotr Żmigrodzki